# Campeonato Mundial de Ajedrez 2016
El Campeonato Mundial de Ajedrez 2016 es un encuentro de ajedrez que se celebró del 11 al 30 de noviembre de 2016 bajo el auspicio de la Federación Internacional de Ajedrez (FIDE) en la ciudad estadounidense de Nueva York.
El torneo se disputó entre el noruego Magnus Carlsen, quien defendió el título frente al ganador del Torneo de Candidatos 2016 Serguéi Kariakin.
|       |       |    |       |       |       |       |       |    |  |
|       | a8    | b8 | c8 rl | d8    | e8    | f8    | g8    | h8 |  |
| a7    | b7    | c7 | d7    | e7 bd | f7 pd | g7 pd | h7 kd |    |  |
| a6    | b6 pd | c6 | d6 pd | e6    | f6    | g6    | h6 ql |    |  |
| a5    | b5    | c5 | d5    | e5    | f5 rl | g5    | h5 pl |    |  |
| a4    | b4    | c4 | d4    | e4 pl | f4    | g4    | h4    |    |  |
| a3    | b3    | c3 | d3    | e3    | f3 pl | g3    | h3    |    |  |
| a2 rd | b2    | c2 | d2    | e2    | f2 qd | g2    | h2 pl |    |  |
| a1    | b1    | c1 | d1    | e1    | f1    | g1    | h1 kl |    |  |
|       |       |    |       |       |       |       |       |    |  |

## Torneo de Candidatos
El candidato se determinó en el Torneo de Candidatos de 2016. Los participantes fueron:
| Plaza | Clasificado       |
| --- | ----------------- |
| Actual subcampeón (perdedor del Campeonato Mundial de Ajedrez 2014)                                                  | Viswanathan Anand |
| Los dos primeros clasificados en la Copa del Mundo de Ajedrez 2015                                                   | Serguéi Kariakin  |
| Los dos primeros clasificados en la Copa del Mundo de Ajedrez 2015                                                   | Peter Svidler     |
| Los dos primeros clasificados en el Grand Prix de la FIDE 2014–2015                                                  | Fabiano Caruana   |
| Los dos primeros clasificados en el Grand Prix de la FIDE 2014–2015                                                  | Hikaru Nakamura   |
| Los dos jugadores mejor categorizados que jugaron el Campeonato del Mundo 2015 y el Grand-Prix de la FIDE 2014-2015. | Veselin Topalov   |
| Los dos jugadores mejor categorizados que jugaron el Campeonato del Mundo 2015 y el Grand-Prix de la FIDE 2014-2015. | Anish Giri        |
| Invitado por el Comité organizador (Rating FIDE de al menos 2725 en julio de 2015)                                   | Levon Aronian     |

El 28 de marzo de 2016, Serguéi Kariakin obtuvo el Torneo de Candidatos 2016 disputado en Moscú, por lo que enfrentará al actual campeón Magnus Carlsen por el título mundial de la FIDE.

### Clasificación Final Torneo de Candidatos 2016
| Pos | Jugador                 | 1 (SK) | 1 (SK) | 2 (FC) | 2 (FC) | 3 (VA) | 3 (VA) | 4 (PS) | 4 (PS) | 5 (LA) | 5 (LA) | 6 (AG) | 6 (AG) | 7 (HN) | 7 (HN) | 8 (VT) | 8 (VT) | Puntos | Desempates[4] | Desempates[4] | Desempates[4] |
| Pos | Jugador                 | 1 (SK) | 1 (SK) | 2 (FC) | 2 (FC) | 3 (VA) | 3 (VA) | 4 (PS) | 4 (PS) | 5 (LA) | 5 (LA) | 6 (AG) | 6 (AG) | 7 (HN) | 7 (HN) | 8 (VT) | 8 (VT) | Puntos | H2H           | PG            | SB            |
| --- | ----------------------- | ------ | ------ | ------ | ------ | ------ | ------ | ------ | ------ | ------ | ------ | ------ | ------ | ------ | ------ | ------ | ------ | ------ | ------------- | ------------- | ------------- |
| 1   | Serguéi Kariakin (RUS)  |        |        | 1      | ½      | 1      | 0      | ½      | ½      | ½      | ½      | ½      | ½      | 1      | ½      | 1      | ½      | 8½     | 0             | 4             | 57,00         |
| 2   | Fabiano Caruana (USA)   | ½      | 0      |        |        | 1      | ½      | ½      | ½      | ½      | ½      | ½      | ½      | 1      | ½      | ½      | ½      | 7½     | 1½            | 1             | 51,50         |
| 3   | Viswanathan Anand (IND) | 1      | 0      | ½      | 0      |        |        | 1      | ½      | 1      | ½      | ½      | ½      | ½      | 0      | 1      | ½      | 7½     | ½             | 0             | 50,50         |
| 4   | Peter Svidler (RUS)     | ½      | ½      | ½      | ½      | ½      | 0      |        |        | ½      | 1      | ½      | ½      | ½      | ½      | ½      | ½      | 7      | 3½            | 1             | 48,75         |
| 5   | Levon Aronian (ARM)     | ½      | ½      | ½      | ½      | ½      | 0      | 0      | ½      |        |        | ½      | ½      | 1      | ½      | ½      | 1      | 7      | 3             | 1             | 47,50         |
| 6   | Anish Giri (NED)        | ½      | ½      | ½      | ½      | ½      | ½      | ½      | ½      | ½      | ½      |        |        | ½      | ½      | ½      | ½      | 7      | 3             | 0             | 49,00         |
| 7   | Hikaru Nakamura (USA)   | ½      | 0      | ½      | 0      | 1      | ½      | ½      | ½      | ½      | 0      | ½      | ½      |        |        | 1      | 1      | 7      | 2½            | 0             | 45,75         |
| 8   | Veselin Topalov (BUL)   | ½      | 0      | ½      | ½      | ½      | 0      | ½      | ½      | 0      | ½      | ½      | ½      | 0      | 0      |        |        | 4½     | 0             | 0             | 33,00         |

## Resultados

### Tabla de resultados
|                  | ELO  | Juego 1 11 Nov. | Juego 2 12 Nov. | Juego 3 14 Nov. | Juego 4 15 Nov. | Juego 5 17 Nov. | Juego 6 18 Nov. | Juego 7 20 Nov. | Juego 8 21 Nov. | Juego 9 23 Nov. | Juego 10 24 Nov. | Juego 11 26 Nov. | Juego 12 28 Nov. | Puntos |
| ---------------- | ---- | --------------- | --------------- | --------------- | --------------- | --------------- | --------------- | --------------- | --------------- | --------------- | ---------------- | ---------------- | ---------------- | ------ |
| Serguéi Kariakin | 2772 | ½               | ½               | ½               | ½               | ½               | ½               | ½               | 1               | ½               | 0                | ½                | ½                | 6      |
| Magnus Carlsen   | 2853 | ½               | ½               | ½               | ½               | ½               | ½               | ½               | 0               | ½               | 1                | ½                | ½                | 6      |

|                  | Juego 13 30 Nov. | Juego 14 30 Nov. | Juego 15 30 Nov. | Juego 16 30 Nov. | Puntos | Resultado final |
| ---------------- | ---------------- | ---------------- | ---------------- | ---------------- | ------ | --------------- |
| Serguéi Kariakin | ½                | ½                | 0                | 0                | 1      | 6 (1)           |
| Magnus Carlsen   | ½                | ½                | 1                | 1                | 3      | 6 (3)           |

### Partidas
|       |    |       |    |       |    |       |       |    |  |
|       | a8 | b8    | c8 | d8    | e8 | f8    | g8    | h8 |  |
| a7    | b7 | c7    | d7 | e7    | f7 | g7 kd | h7    |    |  |
| a6    | b6 | c6    | d6 | e6 ql | f6 | g6    | h6    |    |  |
| a5    | b5 | c5 qd | d5 | e5 nd | f5 | g5    | h5 pd |    |  |
| a4    | b4 | c4    | d4 | e4 pl | f4 | g4    | h4 pl |    |  |
| a3    | b3 | c3    | d3 | e3    | f3 | g3 pl | h3    |    |  |
| a2 pd | b2 | c2    | d2 | e2    | f2 | g2 bl | h2 kl |    |  |
| a1    | b1 | c1    | d1 | e1    | f1 | g1    | h1    |    |  |
|       |    |       |    |       |    |       |       |    |  |